# Jackpot (album)
Jackpot – debiutancki album amerykańskiego rapera Chingy’ego. Został wydany 15 lipca, 2003 roku. Singlami promującymi album były "Right Thurr", "Holidae In" i "One Call Away".

## Lista utworów
| Nr | Tytuł                 | Goście                 | Czas |
| -- | --------------------- | ---------------------- | ---- |
| 1  | "Jackpot Intro"       |                        | 0:22 |
| 2  | "He's Herre"          |                        | 3:02 |
| 3  | "Represent"           | Tity Boi & I-20        | 4:12 |
| 4  | "Right Thurr"         |                        | 4:11 |
| 5  | "Jackpot the Pimp"    |                        | 1:08 |
| 6  | "Wurrs My Cash"       |                        | 4:33 |
| 7  | "Chingy Jackpot"      |                        | 4:03 |
| 8  | "Sample Dat Ass"      | Murphy Lee             | 5:06 |
| 9  | "One Call Away"       | J-Weav                 | 4:37 |
| 10 | "Dice Game"           |                        | 0:59 |
| 11 | "Gettin' It"          |                        | 4:28 |
| 12 | "Holidae Inn"         | Ludacris & Snoop Dogg  | 5:14 |
| 13 | "Juice"               |                        | 4:44 |
| 14 | "Fuck That Nigga"     |                        | 1:47 |
| 15 | "Madd @ Me"           |                        | 3:54 |
| 16 | "Bagg Up"             |                        | 3:22 |
| 17 | "Right Thurr (Remix)" | Trina & Jermaine Dupri | 3:43 |

## Notowania
| Notowanie (2008)                      | Najwyższa pozycja |
| ------------------------------------- | ----------------- |
| U.S. Billboard 200                    | 2                 |
| U.S. Billboard Top R&B/Hip-Hop Albums | 2                 |